# Климонтув (гмина)
Климонтув (пол. Klimontów) — сельская гмина (волость) в Польше, входит как административная единица в Сандомирский повет, Свентокшиское воеводство. Население — 8704 человека (на 2004 год).

## Демография
| Перепись                       | Всего   | Всего | Женщины | Женщины | Мужчины | Мужчины |
| ------------------------------ | ------- | ----- | ------- | ------- | ------- | ------- |
| Единицы                        | человек | %     | человек | %       | человек | %       |
| Население                      | 8704    | 100   | 4392    | 50,5    | 4312    | 49,5    |
| Плотность населения (чел./км²) | 87,7    | 87,7  | 44,3    | 44,3    | 43,5    | 43,5    |

## Сельские округа
1. Адамчовице
2. Берадз
3. Борек-Климонтовски
4. Бышув
5. Бышувка
6. Дзевкув
7. Гозлице
8. Грабина
9. Гурки
10. Гуры-Пенховске
11. Кемпе
12. Климонтув
13. Кроблице-Пенховске
14. Кробелице
15. Конары
16. Конары-Колёня
17. Наславице
18. Наводзице
19. Нова-Весь
20. Ольбежовице
21. Оссолин
22. Пенхув
23. Пенховец
24. Плачковице
25. Пшибыславице
26. Покшивянка
27. Рогач
28. Рыбница
29. Шимановице-Дольне
30. Шимановице-Гурне
31. Снекозы
32. Улановице
33. Венгрце-Шляхецке
34. Вильковице
35. Закшув

## Соседние гмины
1. Гмина Богоря
2. Гмина Иваниска
3. Гмина Копшивница
4. Гмина Липник
5. Гмина Лонюв
6. Гмина Образув
7. Гмина Самбожец
8. Гмина Сташув